# Ракович, Василий Лукьянович
Василий Лукьянович Ракович (1827—1875) — старший врач Балтийской таможенной крейсерской флотилии; автор ряда научных трудов.

## Биография
Василий Ракович родился в 1827 году и происходил из крестьян-малороссов; воспитывался сначала в Киевской гимназии, а потом в Киевском университете Святого Владимира, курс которого по медицинскому факультету он окончил в мае 1851 года.
В августе этого же года Ракович был назначен врачом в 12-й флотский экипаж и тогда же был исключен из податного состояния. Через три года Ракович перевелся в Петербург, с целью держать здесь докторский экзамен. В Петербурге в 1854 году он был причислен к Санкт-Петербургскому порту младшим врачом, и во время Восточной войны находился при обороне Кронштадтского порта, как врач, неся службу на пароходо-фрегате «Храбрый» и «Память Азова».
С 1863 году В. Л Ракович безвозмездно состоял врачом 2-й Адмиралтейской школы Санкт-Петербургского женского патриотического общества. В 1864 году он был назначен старшим врачом Петербургского порта и в этом же году был назначен в Комиссию приема предметов с целью научных наблюдений. В этой Комиссии он занимался химическим исследованием провианта в Петербургских провиантских магазинах. В то же время он принимал участие и в Комитете Военного Министерства Российской империи по обсуждению специальных вопросов по провиантской части.
В 1866 году Василий Лукьянович Ракович был командирован в Москву для занятий при такой же Комиссии. Ракович предложил способ хлороформного исследования качеств ржаной муки, а затем — масла и других веществ, за что в 1871 году получил золотую медаль от Императорского Петербургского Вольно-Экономического Общества.
В. Л. Ракович очень интересовался вопросами исследования пищевых продуктов и по этому вопросу написал несколько статей. Так, в 1865 году им были помещены в «Медицинских прибавлениях Морского Сборника» (стр. 559) «Заметки по провиантской части». Затем в 1869 году в «Журнале Русского Технического Общества» он напечатал свою статью о хлороформном исследовании спиртных жидкостей (Оттиск — СПб. 1869 г.). В 1874 году в «Медицинских прибавлениях Морского Сборника» (стр. 459) появилась его статья «По поводу заметки Фиодоровича (помещенной тоже в „Медицинских прибавлениях Морского Сборника“ за 1874 год, стр. 450) о хлороформном способе исследования ржаной муки». В 1873 году, со времени учреждения Балтийской таможенной крейсерской флотилии, Ракович поступил врачом в управление флотилии.
Василий Лукьянович Ракович скончался 18 (30) июня 1875 года в городе Санкт-Петербурге от разрыва сердца.
Кроме перечисленного, напечатал статью: «Демонстрация и объяснение аппарата для исследования муки, напитков и масла» («Практический Кронштадтский врач» 1873—1874 гг).